# Nurzyk polarny
Nurzyk polarny, nurzyk grubodzioby (Uria lomvia) – gatunek dużego ptaka wodnego z rodziny alk (Alcidae), zamieszkujący wybrzeża, wyspy i wody Oceanu Arktycznego oraz północnych części oceanów Atlantyckiego i Spokojnego.

## Systematyka
Gatunek ten po raz pierwszy zgodnie z zasadami nazewnictwa binominalnego opisał w 1758 roku Karol Linneusz w 10. edycji Systema Naturae, uznawanej za początek nomenklatury zoologicznej. Autor nadał gatunkowi nazwę Alca Lomvia. Jako miejsce typowe wskazał północną Europę; Hartert zmienił je na Grenlandię, gdyż taką lokalizację podał jeden z autorów cytowanych przez Linneusza – Eleazar Albin. Obecnie gatunek umieszczany jest w rodzaju Uria. Wyróżnia się cztery podgatunki.

## Występowanie
Gniazduje w arktycznej i subarktycznej Ameryce, na Grenlandii, Islandii, Svalbardzie, w północnej Norwegii, na Półwyspie Kolskim, wyspach na północ od Syberii oraz w północno-wschodniej Syberii po północną Japonię. Zimuje na otwartych wodach wzdłuż wybrzeży morskich, od południowej części Arktyki na południe po zatokę Maine, Morze Północne, Morze Japońskie i Zatokę Alaska.
Do Polski zalatuje wyjątkowo, stwierdzony tylko raz – w 1964 roku w Gdyni.

## Charakterystyka

### Wygląd
W upierzeniu godowym głowa i szyja oraz wierzch ciała czarne, spód biały przechodzący płynnie na podgardle w postaci białego ostrego klina, na skrzydle wąski biały pasek, na głowie biały wąs. Nogi zielonożółte. Dziób czarny, krótki i grubszy od nurzyka zwyczajnego, po bokach widnieje biały pas. W szacie spoczynkowej, a także u osobników młodocianych białe podgardle i policzki. W upierzeniu zimowym czarna czapeczka przedłuża się poza oczy, za którymi nie ma wtedy białej plamy. W locie wydaje się być krępy, ma zadarty do góry dziób.
Od nurzyka zwyczajnego różni go bardziej czarny wierzch, brak ciemnych rysunków na bokach ciała.

### Wymiary średnie
długość ciała 39–43 cm
rozpiętość skrzydeł 65–73 cm
masa ciała 810–1080 g

### Głos
Wydaje dźwięki podobne do innych nurzyków. Jest to szorstkie „arr”.

## Biotop
Otwarte morza w pobliżu brzegu. Gniazduje na skalistych klifach.

## Rozród

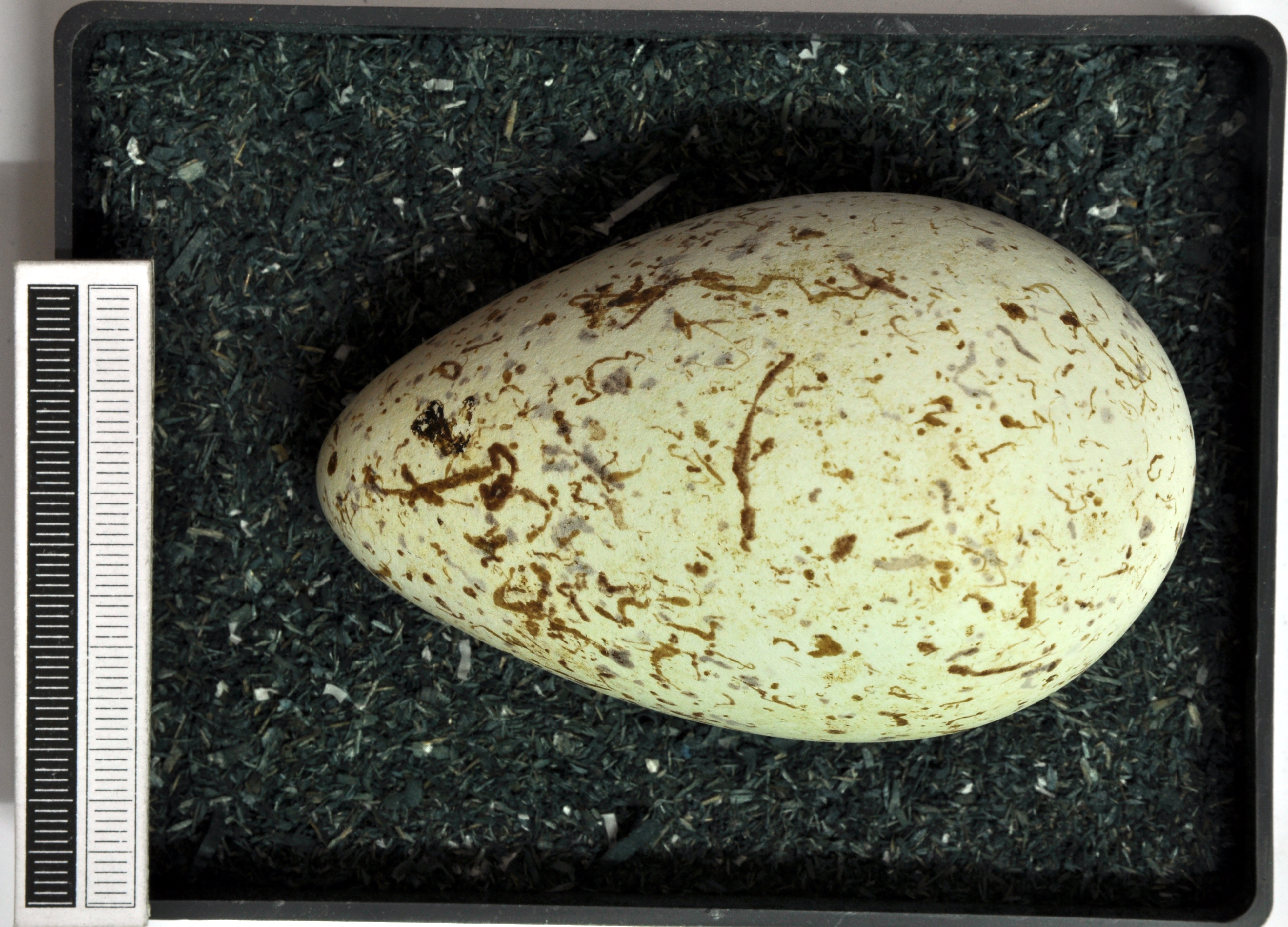
Jajo z kolekcji muzealnej

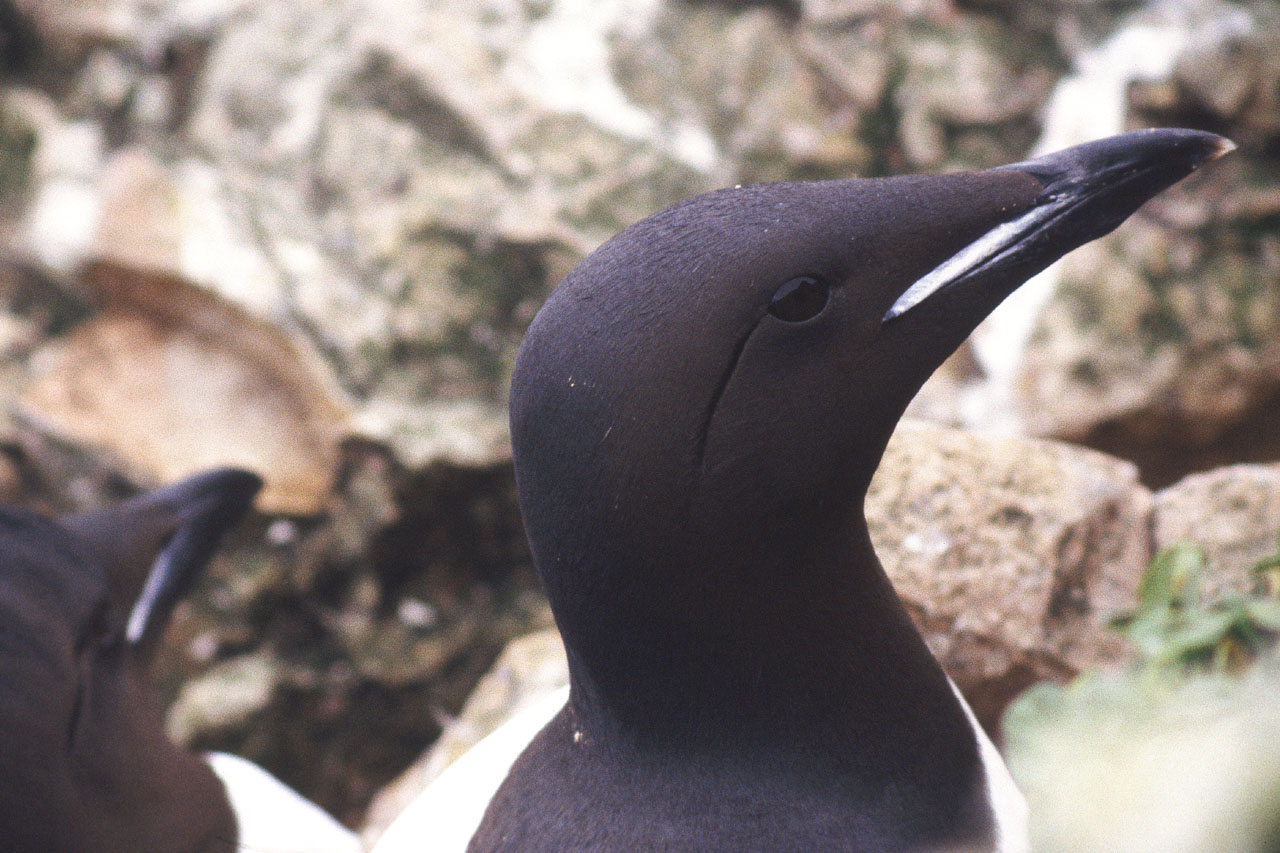
Głowa nurzyka polarnego w szacie godowej

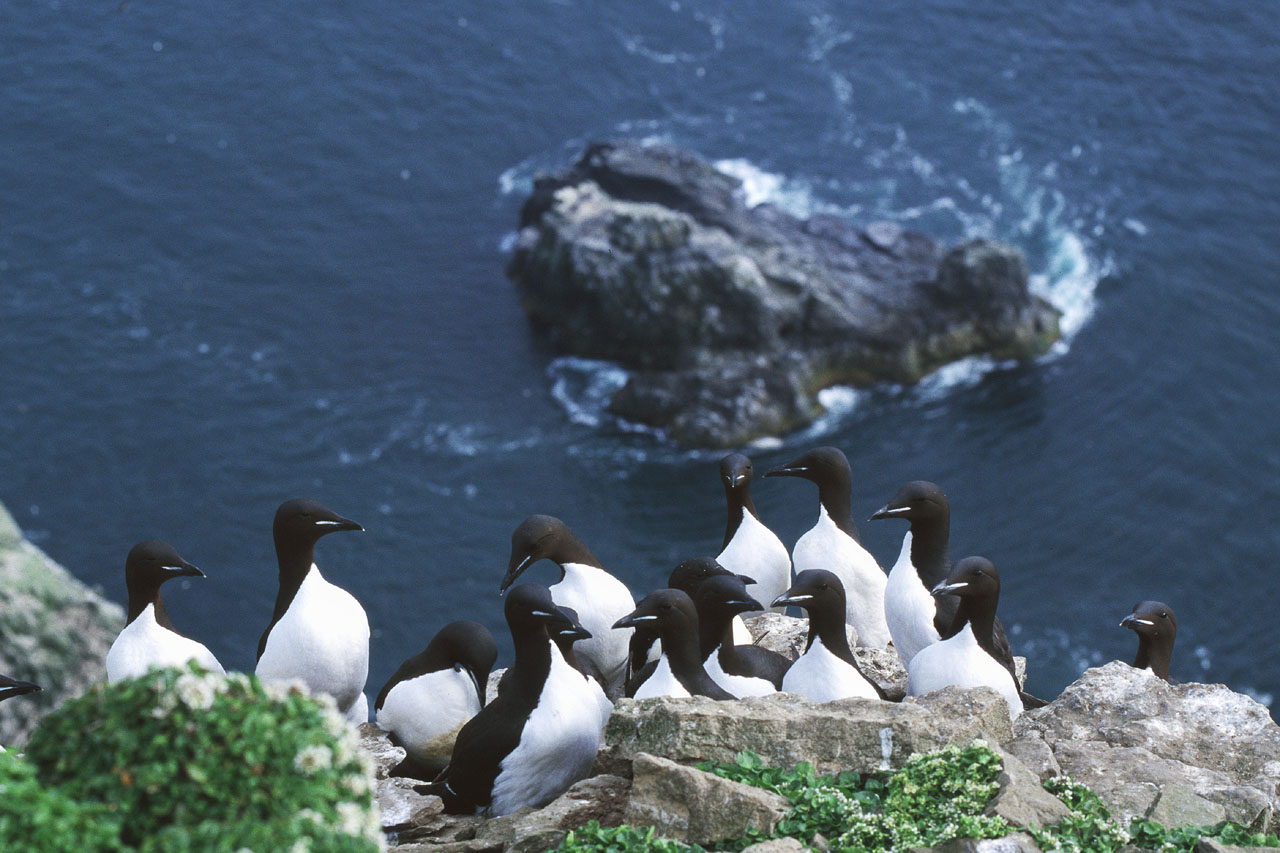
Kolonia lęgowa na Wyspie Niedźwiedziej, Norwegia

Tworzy wielkie i gęsto zasiedlone kolonie lęgowe. W ciągu roku wyprowadza jeden lęg, składając jedno jajo. Nie buduje gniazd – jajo składa bezpośrednio na skale. Ma ono wydłużony kształt, a pchnięte toczy się po okręgu, co zabezpiecza je przed upadkiem z półki skalnej. Kolor jaj jest różny – od zielonego po różowawy, co pomaga rodzicom rozpoznać swoje jajo w gęsto zasiedlonej kolonii. W przypadku utraty jaja na wczesnym etapie wysiadywania, samica może złożyć kolejne po 11–17 dniach.
Jajo wysiadywane jest przez okres 30–36 dni przez obydwoje rodziców. Także karmieniem i obroną pisklęcia zajmują się oboje rodzice. Młode opuszczają półkę skalną po 18–25 dniach od wyklucia. Są jednak nadal zależne od rodziców przez co najmniej 4 tygodnie, być może nawet do 8–12 tygodni.

## Pożywienie
Drobne ryby (latem stanowią główny składnik diety), mięczaki, skorupiaki i morskie robaki (np. wieloszczety). Młode są karmione niemal wyłącznie rybami. Nurzyk polarny żeruje, pływając pod wodą. Nurkuje na głębokości od 10–30 do 50–70 metrów, okazjonalnie w pogoni za ofiarą może zapuścić się nawet do 100 lub więcej metrów. Żywi się również rybami dennymi. Może pozostawać pod wodą dłużej niż 3 minuty.

## Status i ochrona
Międzynarodowa Unia Ochrony Przyrody (IUCN) uznaje nurzyka polarnego za gatunek najmniejszej troski (LC – Least Concern) nieprzerwanie od 1988 roku. Liczebność światowej populacji, według szacunków z 1996 roku, przekraczała 22 miliony osobników. Ogólny trend liczebności populacji uznawany jest za wzrostowy; w Ameryce Północnej liczebność tego ptaka rośnie, trend liczebności populacji europejskiej nie jest znany.
W Polsce nurzyk polarny podlega ścisłej ochronie gatunkowej.

## Podgatunki
Wyróżnia się cztery podgatunki Uria lomvia:
- U. l. lomvia (Linnaeus, 1758) – północno-wschodnia Kanada do Nowej Ziemi (północno-zachodnia Rosja)
- U. l. eleonorae Portenko, 1937 – wschodni półwysep Tajmyr do Wysp Nowosyberyjskich (północno-środkowa Rosja)
- U. l. heckeri Portenko, 1944 – Wyspa Wrangla, Wyspa Heralda i Półwysep Czukocki (północno-wschodnia Syberia)
- U. l. arra (Pallas, 1811) – północna Japonia do Aleutów oraz południowo-wschodniej Alaski